# Sarissa

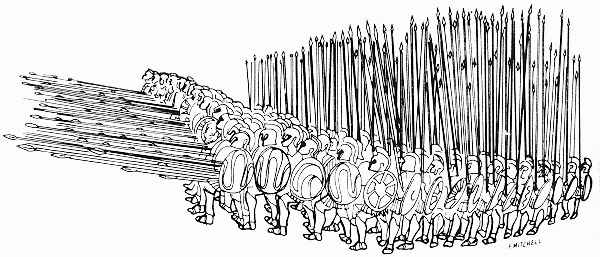
Falange macedônia.

Sarissa (em grego:  σάρισα) era uma lança ou um pique de 4 a 7 metros utilizada por exércitos da Grécia e Macedônia antigas. Foi introduzida por Filipe II da Macedônia, utilizada na tradicional formação de falange, substituindo a antiga dory, que era consideravelmente menor. As falanges de Filipe ficaram conhecidas como falanges macedônias. O termo continuou a ser usado durante o período bizantino para descrever as lanças longas da infantaria bizantina.

## Composição e utilidade
A sarissa, feita de corniso forte e resistente, era bastante pesada para uma lança, com um peso aproximado de 5 a 6 quilos, para uma sarissa de 4,5 metros, e entre 6 e 7 quilos para uma de 5,5 metros. Tinha uma pequena ponta de ferro em formato de folha, e uma trava pontiaguda de bronze, na ponta inferior, que podia ser usado para fixá-lo no solo e resistir às investidas de soldados inimigos. Esta trava também servia como peso para manter o equilíbrio da lança durante seu manuseio, bem como uma ponta reserva, a ser utilizada caso a outra fosse danificada.
As próprias dimensões da lança faziam que ela tivesse que ser empunhada pelos soldados com as duas mãos, o que permitia que eles carregassem, além dela, apenas um escudo de 60 centímetros (pelta), pendurado no pescoço, que cobria o ombro esquerdo. Seu grande comprimento, formado por duas extensões de madeira maciça unidas por um tubo central de bronze, era uma arma crucial contra hoplitas e outros soldados que tinham armas mais curtas, pois estes eram obrigados a passar pelas sarissas para conseguir atingir os integrantes das falanges. Fora destas formações, no entanto, a sarissa tinha pouca utilidade como arma, e atrapalhava a performance dos soldados durante as marchas.

## Táticas
Um complicado treinamento garantia que a falange conseguisse empunhar suas sarissas em sincronia, primeiro posicionando-a na vertical, para em seguida rodá-la para a posição horizontal. O barulho feito pelo rápido movimento das sarissas no ar assombrou os ilírios das tribos que habitavam as regiões montanhosas onde Alexandre, o Grande praticou suas primeiras incursões militares.
A falange, empunhando as sarissas, geralmente marchava para o combate em formação aberta, para facilitar o movimento. Antes da investida, seus integrantes se juntavam em formação cerrada ou até mesmo compacta (synaspsimos). Esta formação criava um "muro de lanças", tão longas que pelo menos cinco fileiras delas se projetavam diante dos homens situados à frente da falange; ainda que o inimigo conseguisse superar a primeira fileira, ainda teria que lidar com outras quatro. Já as fileiras traseiras traziam suas lanças voltadas para cima, de prontidão, servindo o propósito adicional de repelir as flechas inimigas. A falange macedônia era considerada invulnerável a um ataque frontal, exceto contra outra falange; a única maneira de derrotá-la era através de um ataque aos seus flancos, ou desfazer sua formação.

## História da utilização
A invenção da sarissa é creditada a Filipe II, pai de Alexandre, o Grande. Filipe treinou seus soldados, cujo moral estava baixo na ocasião, a utilizar estas lanças formidáveis com as duas mãos. A nova tática se tornou invencível, e ao fim do seu reinado o reino anteriormente frágil da Macedônia, então mera parte da periferia do mundo helênico, passou a controlar toda a Grécia e a Trácia.
Seu filho utilizou a nova tática pela Ásia e África, conquistando o Egito, Pérsia e os Pauravas (noroeste da Índia), obtendo vitórias ao longo do caminho. As falanges, sempre empunhando sarissas, eram vitais em todas as batalhas do início da campanha de Alexandre, inclusive na célebre (e crucial) batalha de Gaugamela, na qual os carros falcados do rei persa foram totalmente destruídos pela falange, com o auxílio da utilização simultânea da cavalaria e dos peltastas (arremessadores de dardos). Durante suas campanhas finais Alexandre gradualmente reduziu a importância da falange e da sarissa, na medida em que ele modificou esta utilização combinada de diversas armas visando a incorporar armas e tropas 'asiáticas', que não haviam sido treinados especificamente nas táticas de batalha helenísticas.
A sarissa permaneceu, no entanto, elemento central em todos os exércitos helenísticos posteriores, especialmente entre os diádocos. A batalha de Rafia, entre os selêucidas e Ptolomeu IV, talvez represente o ápice em termos de táticas que a utilizaram, quando apenas uma investida de elefantes parecia capaz de derrotá-la. Os chamados Reinos Sucessores do império macedônico tentaram expandir sobre o desenho original de Filipe, criando lanças de até 7 metros de comprimento, porém todas as ideias acabaram sendo abandonadas, permanecendo ao fim apenas a fórmula alexandrina, já testada tantas vezes em combate. Muitas batalhas entre exércitos com falanges terminavam num impasse, naquilo que o estadista inglês Oliver Cromwell descreveu posteriormente como um terrível "empurrar de lanças" (push of pikes).
Subsequentemente, uma falta de treinamento apropriado, aliada a uma dependência grande demais na falange, no lugar do uso combinado de diferentes táticas como o que era feito por Alexandre e Filipe, levou à derrota final dos macedônios pelos romanos, na batalha de Pidna. Parte da razão para esta deterioração rápida da capacidade da sarissa estava no fato de que, após Alexandre, os generais deixaram de proteger as falanges com cavalarias e tropas leves, o que facilitava a sua destruição através de ataques nos flancos - notórios pontos fracos das falanges devido à falta de manuseabilidade da sarissa. Gradualmente, este tipo de lança passou a ser substituído em combate, como arma principal, por variações do gládio. Apenas Pirro do Epiro conseguiu manter por mais tempo um alto padrão de excelência tática com exércitos que se utilizavam da sarissa; porém com o surgimento do sistema manipular, o próprio Pirro passou a ter dificuldades em suas vitórias.